# Alain Romans
Alain Romans, né Roman Abram Szlezynger à Częstochowa le 13 janvier 1905 et mort à Paris le 19 décembre 1988, est un compositeur et pianiste de musique de jazz d'origine polonaise naturalisé français en 1930.

## Biographie
Alain Romans a étudié à Leipzig, Berlin et Paris. Parmi ses professeurs : Vincent d'Indy. Il travailla ensuite avec Joséphine Baker et Django Reinhardt.
Alain Romans a fait l'objet d'une biographie, Un cercueil de trop par Barry Wynne en 1960, relatant son épopée durant la Seconde Guerre mondiale : torturé, fusillé, laissé pour mort par les Allemands et, finalement, il retrouvera son tortionnaire, plus tard dans Pforzheim en flammes. Il existe toutefois de sérieux doutes quant à l'authenticité de cette histoire en particulier l'épisode censé se dérouler à Saint-Malo. La version du livre ne correspond pas à la version qu'il livrera à la presse et à Alain Decaux par la suite. Les historiens locaux n'ont jamais pu trouver d'éléments corroborant cette histoire.
Il est inhumé au cimetière Saint-Vincent de Montmartre, à Paris.

## Musiques pour le cinéma
De 1932 à 1963, Alain Romans a écrit la musique de treize films, d'un documentaire et d'une série TV ; les plus connues de ces musiques sont celles des films créés par le comédien et réalisateur Jacques Tati, dont Les Vacances de monsieur Hulot (1953) avec le thème Quel temps fait-il à Paris ? et la bande originale du film Mon oncle (1959).